# ドラマどっとcom
『ドラマどっとcom』（どらまどっとコム）は、2001年4月2日より2009年3月25日まで放送されていた山形テレビの再放送ドラマ枠。時間枠は(月)〜(水)の15:00〜16:55（以降、時間表記はすべてJST）。

## 内容
番組は2009年3月まで、テレビ東京系列とBSジャパンで放送中の『水曜ミステリー9・BSミステリー』を時差編成していたほか、午前中に放映中の『特選ドラマタウン』で放映しきれないテレビ朝日系列の『土曜ワイド劇場』の再放送をも流していた。

## 放送枠の動き
同番組枠は基本的に2週間分のオンエアで、不定期でテレビショッピング番組に差し替えられる場合がちょくちょくあった。番組オープニングとエンディングにはYTSのマスコットキャラクター「みるるん@」が登場していた。姉妹番組として、木曜日の15:00〜15:55の枠で、『名作どっとcom』（過去のテレ朝系時代劇『暴れん坊将軍』『三匹が斬る!』の再放送枠）をも放送されていた。

## 枠のその後
2009年度のYTS番組改編に伴い、テレビショッピング枠などの確保・枠統合を加え、のちに(月)〜(水)16:00〜16:53の放送枠を縮小。テレ朝系時代劇の再放送枠（「暴れん坊将軍」・「必殺仕事人2009」・「破れ傘刀舟悪人狩り」）にあてられており、タイトルも『4時から時代劇』と改めた。

のちに時代劇ドラマとバラエティー番組の番組枠確保、並びに放送枠を入れ替え、時代劇枠は「時代劇名作ドラマ」となって『必殺シリーズ』を月曜の午後3:00枠へ、バラエティー枠は月曜〜水曜のベルト編成『4時からバラエティ』と入れ替えになり、「所さんの学校では教えてくれないそこんトコロ!」（この番組のみテレビ東京の制作）・「大改造!!劇的ビフォーアフター SEASONII」の再放送・「今ちゃんの『実は…』」」などを編成・放映した。2023年3月現在は『ドラマな2時間』が14時台と15時台に編成。16時台は「遺留捜査」／「警視庁・捜査一課長」／「相棒」／「科捜研の女」／「臨場」／「Answer〜警視庁検証捜査官」／「警視庁捜査一課9係」等の再放送枠をＯ.Ａ.している。